# Matt Meyer
Matthew S. Meyer, né le 29 septembre 1971 à Bay City (Michigan), est un homme politique américaine. Membre du Parti démocrate, il est gouverneur du Delaware depuis le 21 janvier 2025.

## Biographie
En juin 2023, il annonce sa candidature à l'élection de 2024 pour le poste de gouverneur du Delaware à laquelle le démocrate sortant John C. Carney ne peut se présenter après deux mandats. Il remporte la primaire démocrate du 10 septembre 2024 contre Bethany Hall-Long, lieutenant-gouverneure de l'État soutenue par les cadres du parti local mais mise en cause dans une controverse sur les finances de sa campagne, et Collin O’Mara, la présidente de la National Wildlife Federation. Il remporte l'élection générale du 5 novembre 2024 contre Michael Ramone (en), chef de la minorité républicaine à la Chambre des représentants du Delaware. Il prend ses fonctions le 21 janvier 2025.